# Llyn Brân
Llyn Brân är en reservoar i Storbritannien.   Den ligger i riksdelen Wales, i den södra delen av landet, 290 km nordväst om huvudstaden London. Llyn Brân ligger 451 meter över havet.  I omgivningarna runt Llyn Brân växer i huvudsak blandskog.